# Square Raynouard
Le square Raynouard est une voie du 16e arrondissement de Paris, en France.

## Situation et accès

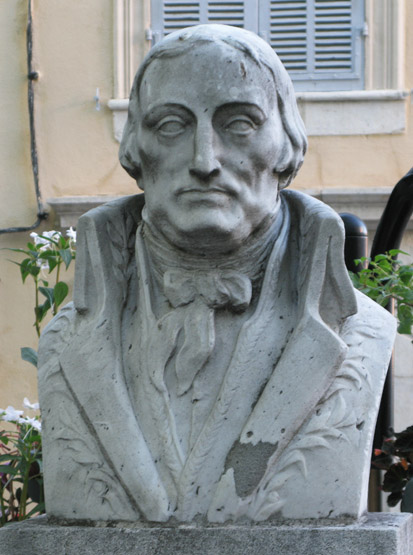
Buste de Raynouard.

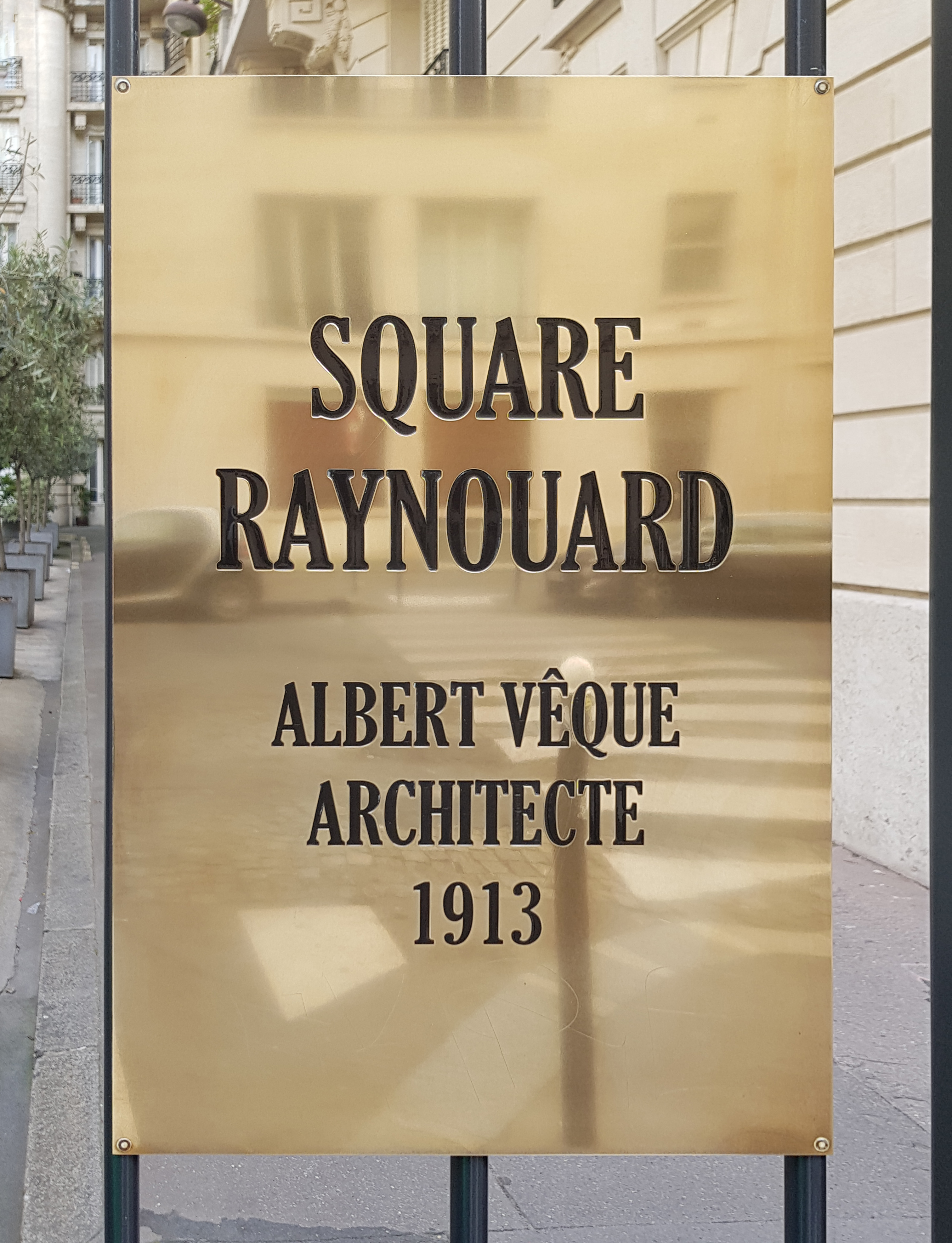
Plaque mentionnant le nom de l'architecte du square : Albert Vêque.

Le square Raynouard est une voie privée située dans le 16e arrondissement de Paris. Il débute au 16-20, rue Raynouard et se termine en impasse.
Le quartier est desservi par la ligne 6 à la station Passy.

## Origine du nom
Le square Raynouard tient son nom de la rue sur laquelle il donne, donc de François Just Marie Raynouard (1761-1836), écrivain et membre de l'Académie française, mort à Passy (Seine),.

## Historique
Cette voie est créée sous sa dénomination actuelle en 1912 et ouverte à la circulation publique par un arrêté du 23 juin 1959.
Les immeubles du square sont l’œuvre de l’architecte Albert Vêque (1878-1965), lauréat de l’Institut de France, qui repose au cimetière de Passy (10e division). 
Le square est fermé par une grille depuis la première moitié des années 2010.

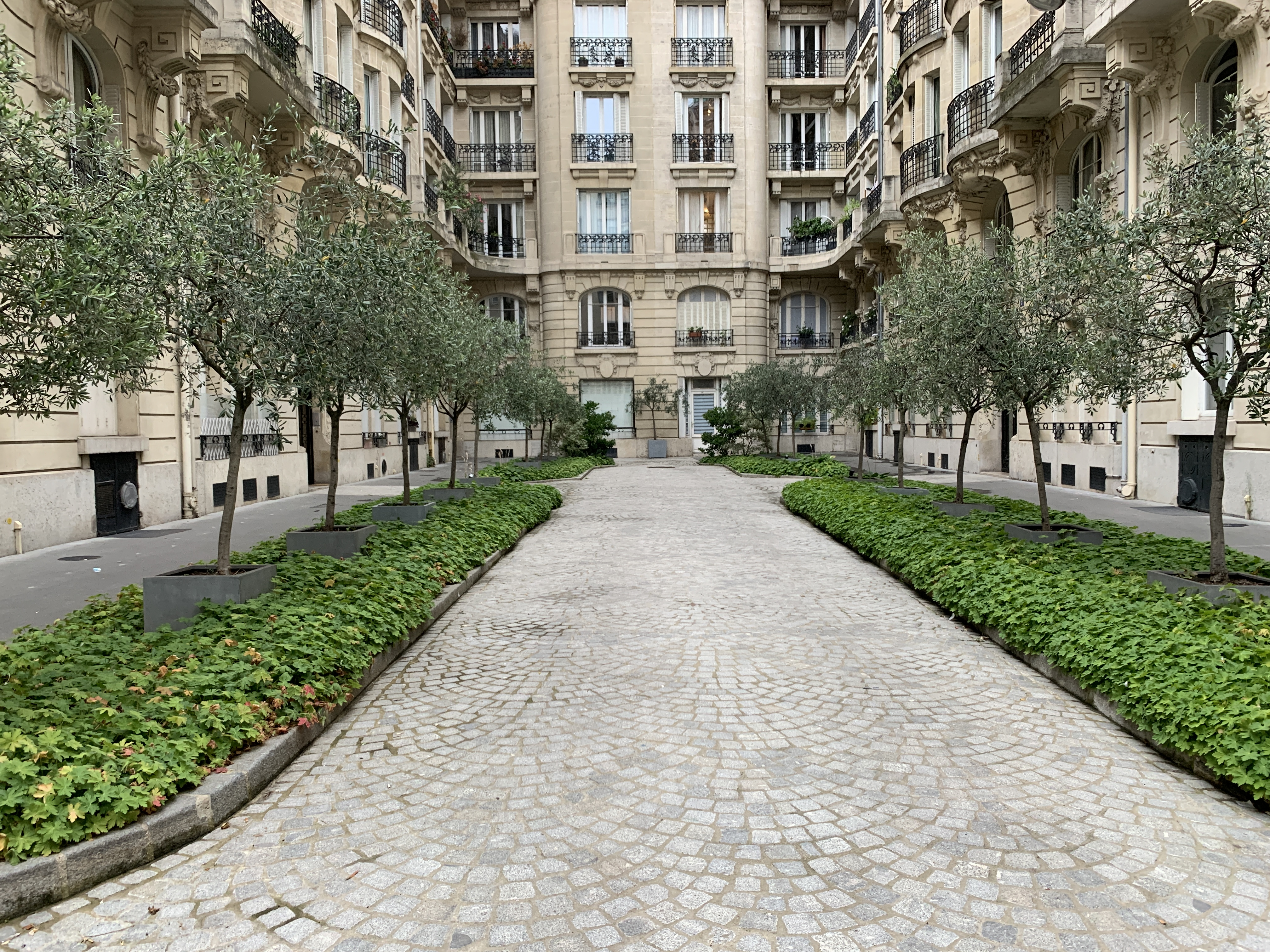
Vue du square.